# Ritterspiele

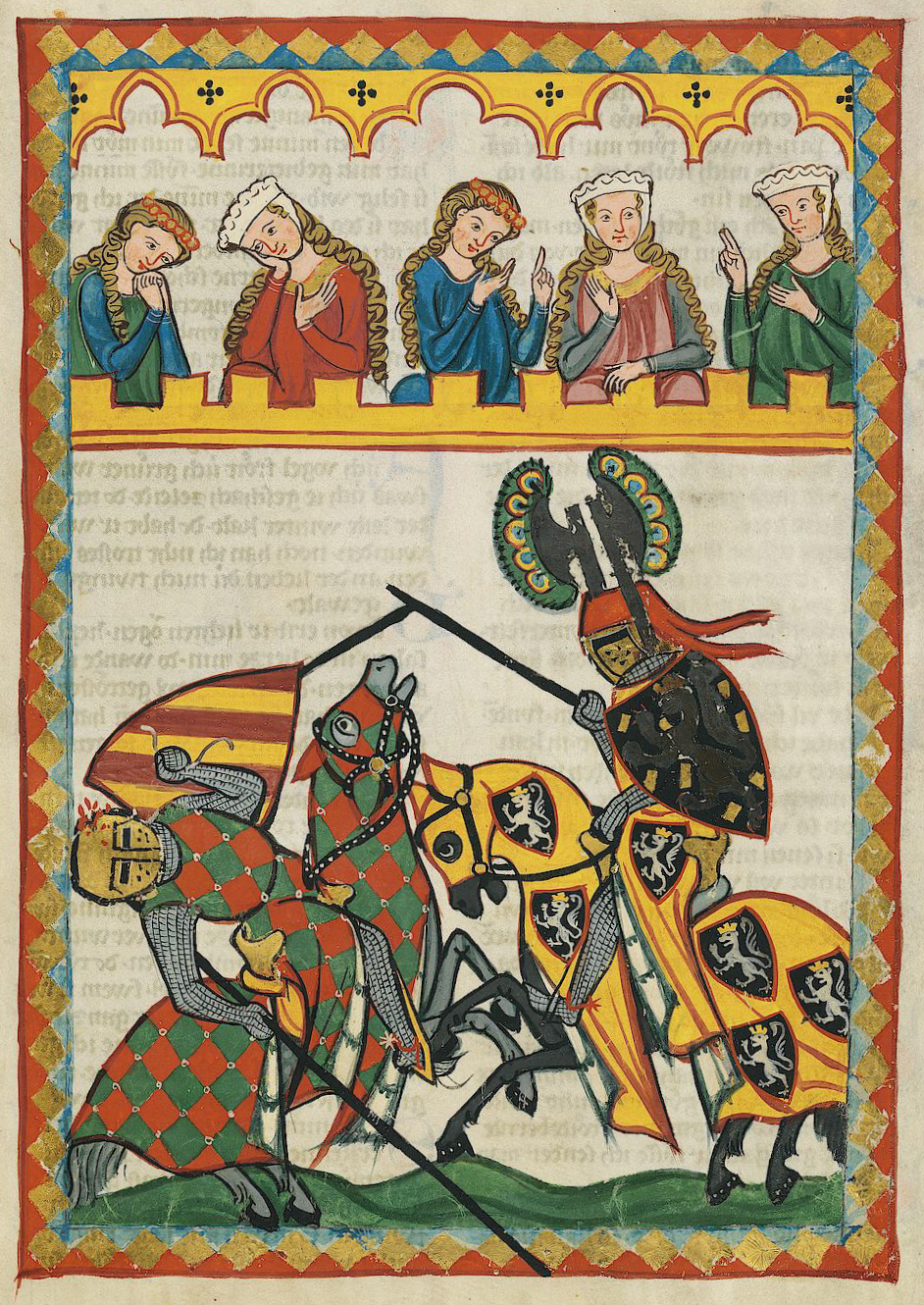
Turnier, Codex Manesse

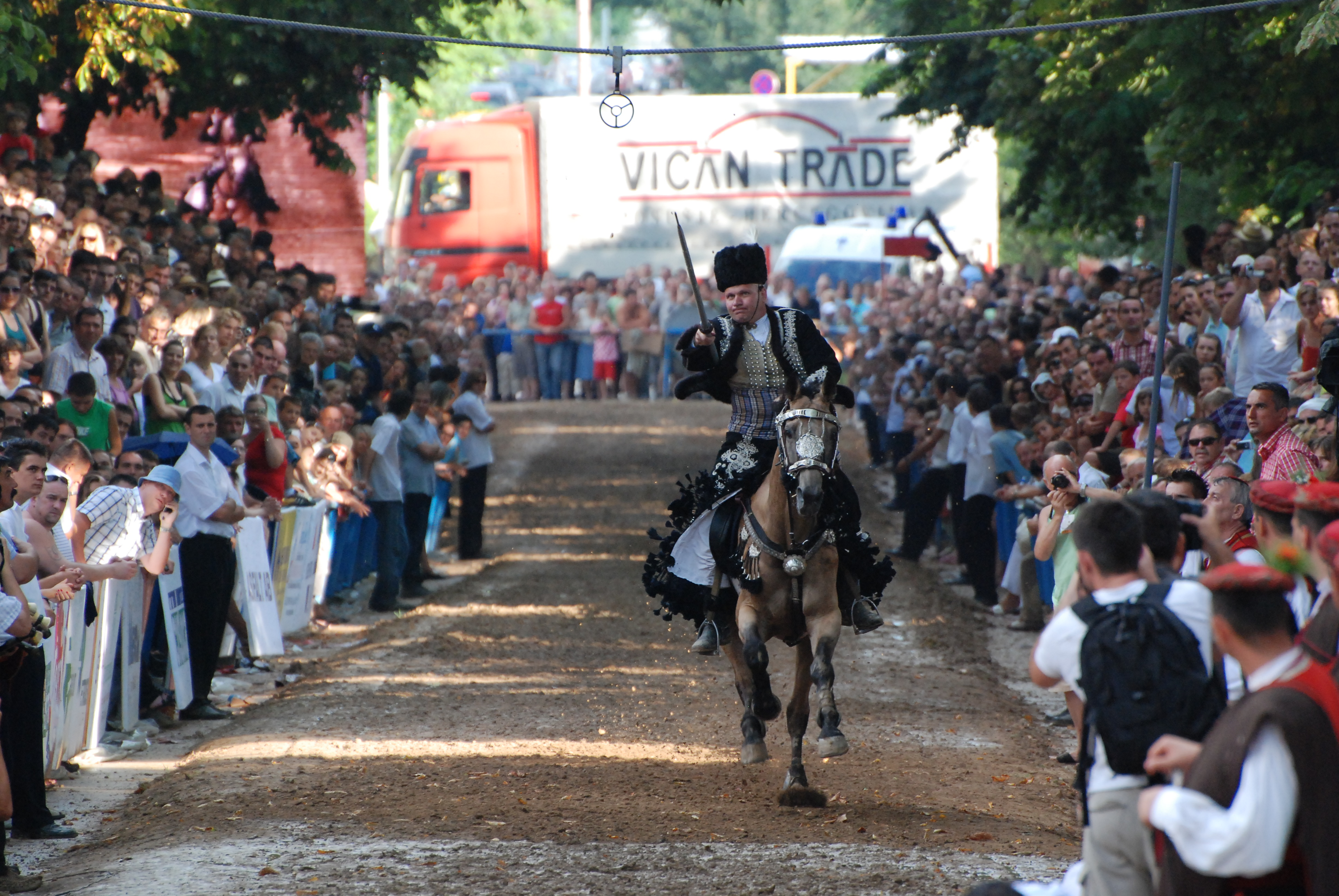
Alkar Ringstehchen, Sinj, 2008

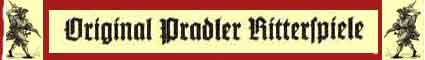
Logo Pradler Ritterspiele

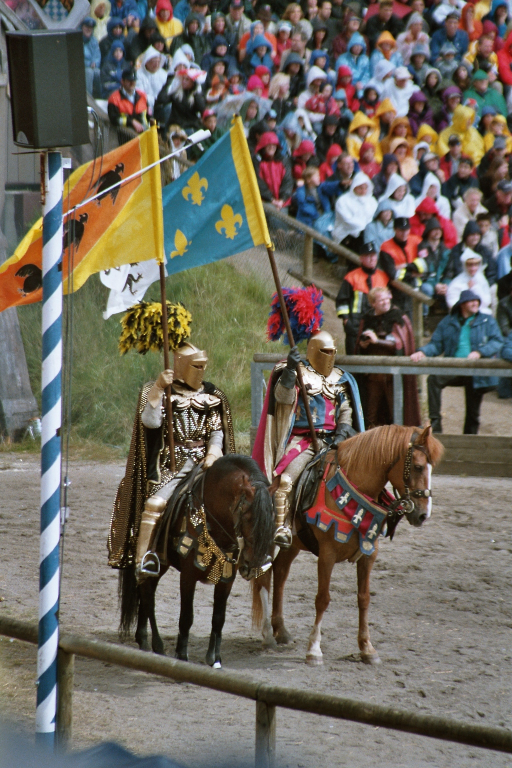
Kaltenberger Ritterturnier, 2004

Die Ritterspiele oder Ritterturniere sind eine Kunstform, die sich aus Turnieren des europäischen Mittelalters entwickelt hat. Sie behandeln Themen aus dem Leben der damaligen Ritter und Ritterfräulein. Auf Volksbühnen und im Stegreiftheatern haben sie sich bis heute erhalten.

## Traditionelle Ritterspiele
Mancherorts gibt es Ritterspiele in Form von Weihespielen. Dazu werden an Gedenktagen sportliche Kampfspiele, meistens mit Ringreiten, Quintana, Rolandreiten oder Tjost abgehalten. 
Die Sinjska alka ist ein Ringreiten, das in Sinj als Erinnerung an die Eroberung Kroatiens durch die Türken ab dem Jahr 1463 und von Sinj 1536 begangen wird. Mehrere erfolglose Aufstände scheiterten, bis 1686 – drei Jahre nach der zweiten Türkenbelagerung von Wien – die Befreiung durch Providur Cornaro gelang. Dass Sinj die Ritterspiele im August feiert, hängt mit einem Rückeroberungsversuch der Türken 1715 zusammen, der nach Zerstörung der Stadt jedoch am Marienfeiertag 15. August knapp abgewehrt wurde. Die Reiter zielen mit der Lanze in vollem Galopp auf zwei konzentrische, mit Eisenstäben abgezirkelte Kreise. Die Höchstpunktzahl kann im mittleren Kreis erreicht werden.

## Stegreiftheater
Eine Besonderheit der traditionellen Stegreiftheater ist die Wiederholung besonders heiterer oder grausiger Szenen. So müssen manche Publikumslieblinge bei den Pradler Ritterspielen in Wien bis zu fünfmal sterben, und Ähnliches wurde „beim Tschauner“ im Wiener Außenbezirk Ottakring vermeldet.

## Moderne Ritterspiele
In einigen alpinen Urlaubsorten Süddeutschlands und Österreichs entwickelten sich publikumswirksame Ritterspiele, die sich unter anderem gut für Familienausflüge eignen. Ein Beispiel sind die Ritterspiele auf Burg Sommeregg in Seeboden am Millstätter See.
Das Kaltenberger Ritterturnier, von Luitpold Prinz von Bayern im Jahr 1980 ins Leben gerufen, ist eine historisierend-mittelalterliche Ritter-Stunt-Show auf dem Gelände des Schlosses Kaltenberg im oberbayerischen Landkreis Landsberg am Lech, etwa zehn Kilometer nordwestlich des Ammersees.
Die Veranstaltung Ehrenberg – Die Zeitreise in (Reutte/Tirol) ist eine jährliche, dreitägige Mittelalter-Großveranstaltung am letzten Juliwochenende im Gebiet der Ehrenberger Klause unterhalb Burg Ehrenberg, einem Ortsteil der Gemeinde Reutte in Tirol, die 2004 ins Leben gerufen wurde.
Eine der größten deutschen Mittelalterveranstaltungen sind die Freienfelser Ritterspiele am Fuß der Burg Freienfels. Auch Burg Satzvey in der Voreifel nutzt das Ambiente für die Veranstaltung von Ritterspielen.